# Eremopedes
Eremopedes is een geslacht van rechtvleugeligen uit de familie sabelsprinkhanen (Tettigoniidae). De wetenschappelijke naam van dit geslacht is voor het eerst geldig gepubliceerd in 1897 door Scudder.

## Soorten
Het geslacht Eremopedes omvat de volgende soorten:
- Eremopedes ateloploides Caudell, 1907
- Eremopedes balli Caudell, 1902
- Eremopedes bilineatus Thomas, 1875
- Eremopedes colonialis Rentz, 1972
- Eremopedes covilleae Hebard, 1934
- Eremopedes ephippiata Scudder, 1899
- Eremopedes kelsoensis Tinkham, 1972
- Eremopedes scudderi Cockerell, 1898
- Eremopedes shrevei Tinkham, 1944
- Eremopedes sonorensis Tinkham, 1944
- Eremopedes subcarinatus Caudell, 1907
- Eremopedes tectinota Rentz, 1972
- Eremopedes californica Rentz, 1972
- Eremopedes cryptoptera Rehn & Hebard, 1920
- Eremopedes cylindricerca Rentz, 1972
- Eremopedes pintiati Rentz, 1972